# 圆周角

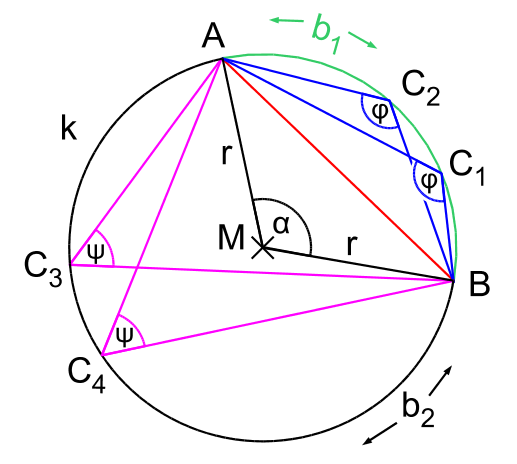
圓周角與相等，與相等。同時的大小為圓心角的一半。

在幾何學中，當圓的兩條割線在圓上相遇時，就會形成圓周角。
一般來說，圓周角可被視為共用一個端點的兩條弦。

## 历史
圓周角的基本性質記載於《幾何原本》第三卷的第20至22號命題。几何原本中的命题为：
1. 圓周角大小為对同弧的圓心角一半
2. 对同弧的圓周角相等
3. 共用一弦的兩圓周角大小和為180°

## 定理
- 圓周角大小為對同圆弧的圓心角的{\displaystyle {\frac {1}{2}}}
- 同弧的圓周角相等或互补
  - 若两圆周角定点在弦所在直线的同一边，则两圆周角相等。
  - 若两圆周角定点分别在弦所在直线的两边，则圆周角互补。
  - 若两圆周角定点在一条直径上，则圆周角恒等于90°。[1]